# Pediciidae
Pediciidae es una familia de moscas grullas estrechamente relacionada con  Tipulidae, con alrededor de 500 especies de distribución mundial.

## Descripción
Son moscas de tamaño mediano a grande  (5 mm., Dicranota; 35 mm., Pedicia) parecidas a las moscas Tipulidae. Las alas, patas y abdomen son largos y finos. Carecen de ocelos. Los ojos son vellosos, con setas erectas entre las facetas, a diferencia de las familias relacionadas que, en general, tienen ojos glabros (sin vellos). Las antenas tienen de 12 a 17 segmentos. El tórax tiene una sutura transversal en forma de V. Las alas tienen dos venas anales.

## Géneros
- Subfamilia Pediciinae

- Dicranota Zetterstedt, 1838
- Heterangaeus Alexander, 1925
- Malaisemyia Alexander, 1950
- Nasiternella Wahlgren, 1904
- Nipponomyia Alexander, 1924
- Ornithodes Coquillett, 1900
- Pedicia Latreille, 1809
- Savchenkoiana Kocak, 1981
- Tricyphona Zetterstedt, 1837

- Subfamilia Ulinae

- Ula Haliday, 1833